# Liu Yuhong
Liu Yuhong (chinesisch 刘玉红, * 12. April 1973 in der Provinz Sichuan; † März 2006) war eine malaysische Badmintonspielerin chinesischer Herkunft. Sie war die Ehefrau des chinesischen Malers Shen Xiaotong.

## Karriere
Liu Yuhong gewann 1991 bei der Asienmeisterschaft Bronze im Damendoppel mit Wu Wenjing. In der Saison 1993/1994 wurde sie Zweite bei den Denmark Open im Dameneinzel ebenso wie bei der Asienmeisterschaft 1994. Bei den Hong Kong Open 1993 belegte sie Platz 5 im Einzel. Später war sie für Malaysia aktiv. 2006 starb sie an einem Hirntumor.

## Sportliche Erfolge
| Saison    | Veranstaltung      | Disziplin         | Platz | Name                    |
| --------- | ------------------ | ----------------- | ----- | ----------------------- |
| 1991      | Asienmeisterschaft | Damendoppel       | 3     | Liu Yuhong / Wu Wenjing |
| 1993      | Hong Kong Open     | Dameneinzel       | 5     | Liu Yuhong              |
| 1993/1994 | Denmark Open       | Dameneinzel       | 2     | Liu Yuhong              |
| 1994      | Asienmeisterschaft | Dameneinzel       | 2     | Liu Yuhong              |
| 1994      | Uber Cup           | Damenmannschaften | 2     | China                   |